# 도리스 슈뢰더쾨프
도리스 슈뢰더쾨프(독일어: Doris Schröder-Köpf, 혼전 성씨: 쾨프(Köpf), 1963년 8월 5일 ~ )는 독일의 언론인이자, 게르하르트 슈뢰더 전 총리의 4번째 부인이다.

## 생애
바이에른주 노이부르크안데르도나우에서 태어난 쾨프는 스벤 쿤체와 1990년부터 동거하였다. 그들은 딸 클라라를 두었으나 곧 별거하였다.
1997년 당시 니더작센주 총리 게르하르트 슈뢰더와 결혼하였다. 부부는 아이를 가진 적이 없고 러시아 상트페테르부르크 출신의 딸과 아들을 입양했다. 
2016년 슈뢰더 부부는 이혼하였다. 쾨프는 니더작센 주를 위한 이주·이민 발행물의 관리자 직위를 보유하고 있다. 이 직위가 주의 공식적이어도 쾨프는 지원 역할에 자신의 임무를 수행하고 있다. 